# (43790) Ferdinandbraun
(43790) Ferdinandbraun ist ein Asteroid des Hauptgürtels, der am 12. Oktober 1990 von den deutschen Astronomen Freimut Börngen und Lutz D. Schmadel an der Thüringer Landessternwarte Tautenburg (IAU-Code 033) im Tautenburger Wald in Thüringen entdeckt wurde.
Der Asteroid wurde am 20. November 2002 nach dem deutschen Physiker und Elektrotechniker Ferdinand Braun (1850–1918) benannt, der seine Bekanntheit der nach ihm auch oft Braunsche Röhre genannten Kathodenstrahlröhre verdankt. 1909 erhielt er gemeinsam mit Guglielmo Marconi den Nobelpreis für Physik für seinen Beitrag zur Entwicklung der drahtlosen Telegrafie.